# Val-d'Or
Val-d'Or é um município na região de Abitibi-Témiscamingue, na província de Quebec, Canadá. Seu nome faz referência à existência de ouro em seu subsolo. O nome da cidade em língua algonquina é Ozawaconia Odena. Sua população é de 32 862 habitantes, segundo o censo nacional de 2011.